# پروومایسکویه (سرزمین آلتای)
پروومایسکویه (به لاتین: Pervomayskoye) یک منطقهٔ مسکونی در روسیه است که در سرزمین آلتای واقع شده‌است.